# Hanchihalli, Tumkur
Hanchihalli là một làng thuộc tehsil Tumkur, huyện Tumkur, bang Karnataka, Ấn Độ.